# Дечембрио, Уберто

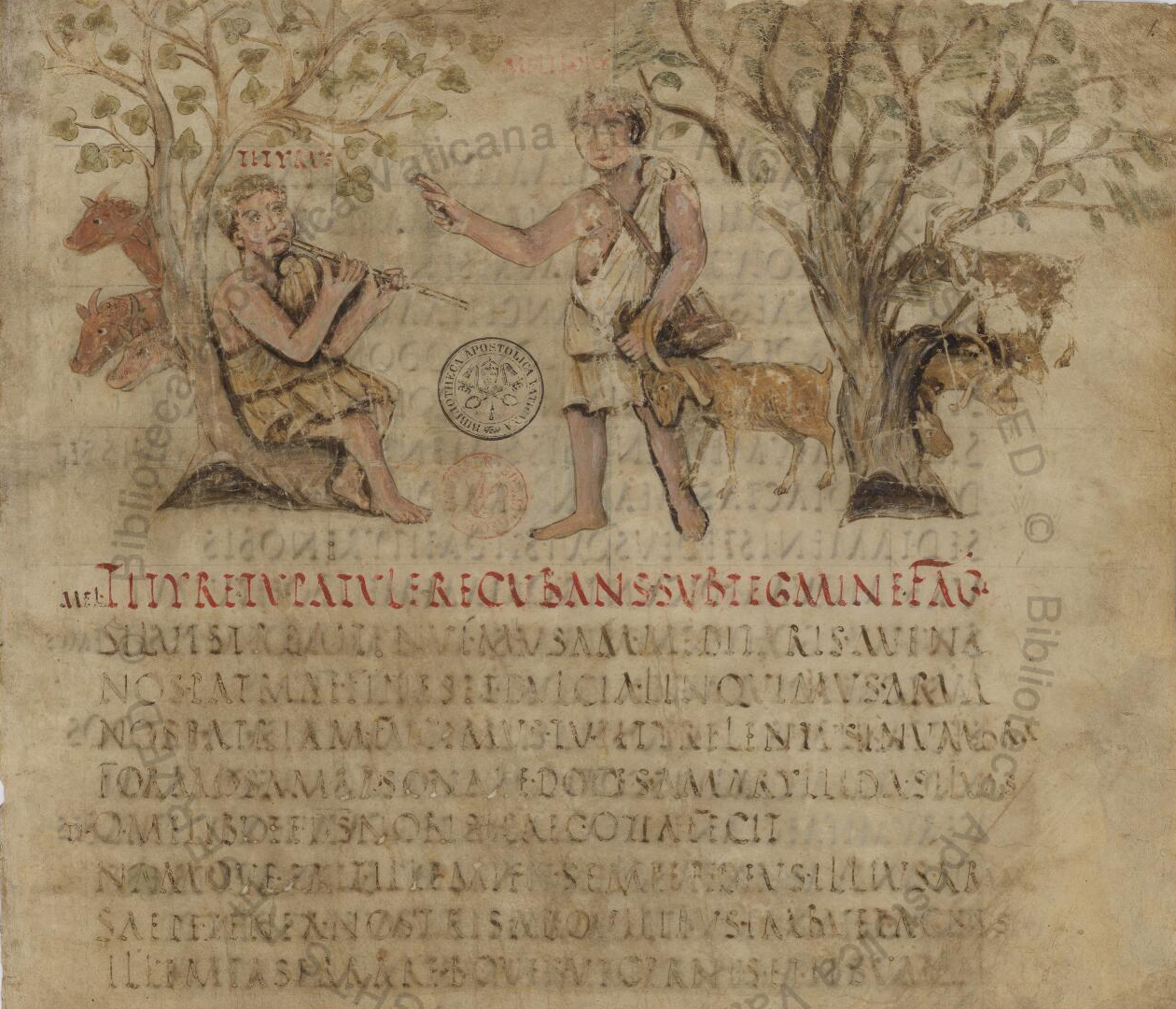
Иллюстрация к эклогам из Вергилия, опубликованных Уберто Дечембрио в Милане, 1417

Уберто Дечембрио (итал. Uberto Decembrio; 1350—7 апреля 1427, Тревильо) — ранний итальянский гуманист, писатель, переводчик.

## Биография
Ученик, последователь и помощник Мануила Хризолора, в 1391 году был секретарём у будущего Папы римского Александра V. Потом находился на службе у Филиппо Марии Висконти. В 1394 году в интересах Висконти активно действовал при дворе императора в Праге, с целью получения титула герцога для Висконти.
В 1422 и в 1427 был подеста в Тревильо. В какой-то момент, попал в немилость Висконти, однако, позже был реабилитирован и умер в Тревильо.
Его сыновья Пьер Кандидо (1399—1477), один из самых выдающихся гуманистов XV века и Анджело Камилло также известный писатель и дипломат.

## Творчество
Первый переводчик «Государства» Платона, также переводил Демосфена и Лисия, попытался продолжить «Энеиду» Вергилия.
Его переводы остались неизданными; точно так же только по заглавию известны его философские трактаты: «Moralis philosophiae dialogus Libri II», «De modestia», «De candore», равно как и «Carmina», «Epistolae ad varios» и «Orationes».
Автор различных политических выступлений.